# Cnephasia nesiotica
Cnephasia nesiotica es una especie de polilla perteneciente al género Cnephasia, categorizada en la tribu Cnephasiini, de la subfamilia Tortricinae.

## Distribución
Se distribuye por España.

## Taxonomía
Fue descrita por Razowski en 1983 y publicada por primera vez en (Cnephasia), Nota Lepid. 6: 235.